# Ройял, Кейт
Кейт Ро́йял (англ. Kate Royal; род. 1979, Лондон) — британская оперная певица (лирическое сопрано).

## Биография
Мать — модель и танцовщица, отец — певец и автор песен. Училась в школе для девочек в Борнмуте. Окончила Гилдхоллскую школу музыки, а затем Национальную оперную студию (2004). В том же году завоевала премии Кэтлин Ферриер.
Привлекла внимание публики и критики, исполнив (на замену заболевшей певицы) партию Памины в Волшебной флейте на Глайндборнском оперном фестивале в 2004, за которую была удостоена премии Джона Кристи.
Поет на оперной сцене, выступает с концертами.

## Личная жизнь
Кейт Ройял вышла замуж за английского актёра Джулиана Овендена 20 декабря 2010 года; церемонию провёл отец Овендена, который в тот же день крестил их сына Джонни Бо, рождённого в октябре 2009 года. В ноябре 2011 года у пары родилась дочь Одри.

## Репертуар
Монтеверди (Коронация Поппеи), Глюк (Орфей и Эвридика), Гендель, Бах (Страсти по Матфею), Моцарт (оперы, Реквием), Шуман (Круг песен), Мендельсон (Дядюшка из Бостона), Вагнер (Золото Рейна), Бизе (Кармен), Делиб (Красавицы из Кадиса), Малер (Симфония № 4), Стравинский (Похождения повесы), Бриттен (Сон в летнюю ночь, Поворот ключа), Томас Адес (Буря).

## Творческое сотрудничество
Пела с такими дирижёрами, как Чарльз Маккерас, Саймон Рэттл, Гельмут Риллинг. Выступала в ансамблях и записывалась с Фелисити Лотт, Энн Мюррей, Йеном Бостриджем, пианистами Грэмом Джонсоном, Роджером Виньолем, Малькольмом Мартино.

## Признание
Премия Королевского филармонического общества молодому артисту (2007).